# Methee Tepakam
Methee Tepakam (ur. 8 października 1992) – tajski zapaśnik w stylu wolnym.
Złoty medalista igrzysk Azji Południowo-Wschodniej w 2011, srebrny w 2013. Trzynasty na mistrzostwach Azji w 2013 roku.